# Miguel Larrosa
Miguel Ángel Larrosa Sauco (Montevideo, 16 de octubre de 1973) es un futbolista uruguayo que juega de delantero en el Colón Fútbol Club de la Segunda B de Uruguay.

## Trayectoria
Delantero de buenas cualidades pero intermitente. Llega a  México en el Invierno 1996 procedente del Colón de Uruguay jugando para el Club Atlas de Guadalajara marcando cinco goles en 32 encuentros. Después de un periodo de inactividad en el máximo circuito, donde tuvo paso por clubes como el Correcaminos de la UAT y los Gallos de Aguascalientes regresa con el Necaxa en el Clausura 2003 ostentándose ya como mexicano naturalizado, pero terminando este torneo se ve involucrado en el polémico caso de cartas de naturalización falsas que se descubre, alguien dio a algunos futbolistas, por lo que se le niega su alineación a la FMF con los rayos marco tres goles en 16 partidos.
Desde el 2012 juega en el club que lo vio nacer como futbolista.

## Clubes
| Club                      | País           | Año       |
| ------------------------- | -------------- | --------- |
| Colón Fútbol Club         | Uruguay        | 1992-1993 |
| Huracán Buceo             | Uruguay        | 1993-1995 |
| Universitario de Deportes | Perú           | 1995-1996 |
| Atlas de Guadalajara      | México         | 1996-1997 |
| Atlético Bachilleres      | México         | 1997-1999 |
| San Luis Fútbol Club      | México         | 1999-2000 |
| Club Zacatepec            | México         | 2000      |
| Gallos de Aguascalientes  | México         | 2001-2002 |
| Club Necaxa               | México         | 2003      |
| Correcaminos de la UAT    | México         | 2003-2004 |
| New England Revolution    | Estados Unidos | 2005-2006 |
| Pasotejas                 | Estados Unidos | 2006      |
| Club Sportivo 2 de Mayo   | Paraguay       | 2007      |
| Club Sportivo Luqueño     | Paraguay       | 2007-2009 |
| Colón Fútbol Club         | Uruguay        | 2011 -    |